# Monosyllabe
Le monosyllabe est un vers d'une syllabe (ou de deux syllabes si la seconde syllabe est muette). Il est rare qu'un poème soit uniquement fait avec des monosyllabes. Le plus souvent, le monosyllabe se trouve en alternance avec un ou des mètres plus longs.

## Usage
Le monosyllabe (en grec monos = « seul »), vers d'une syllabe, est rarement utilisé en isométrie, sauf, comme le relève Michèle Aquien, « cas de prouesse technique », par exemple un sonnet de Jules de Rességuier :
Fort

Belle

Elle

Dort

Sort

Frêle !

Quelle

Mort !

Rose

Close,

La

Brise

L'a

Prise.
— Jules de Rességuier, Sur la mort d'une jeune fille
Le plus souvent, à l'instar des autres vers courts, il est employé en hétérométrie, comme dans le vers-écho, « où la reprise instantanée de la rime reproduit un effet semblable à celui de la rime couronnée ».
Le vers monosyllabe est à distinguer du vers monosyllabique, qui désigne un vers composé de mots monosyllabiques, tel le vers de Phèdre de Racine : « Le jour n'est pas plus pur que le fond de mon cœur ».

## Exemples

### Monosyllabes en alternance avec d'autres mètres
Quarantain de Max Elskamp :
Un cœur de femme

Chante,

Et c'est ton âme

Lente

À la comprendre

Voix,

Qui te dis tendre

Foi ;

Car tu n'es pas

Dieu,

Et il n'y a

Cieux

Bleus dans ta vie

Luis,

Mais dits de pluie

Gris ;

Et tu n'es en

Somme,

De chair et sang,

Qu'homme,

Et qui le sais

Trop

Que ton cœur est

Clos.

Un cœur de femme

Dit

Que dans son âme

Luit

Pour toi amour

Cher,

Ainsi qu'un jour

Clair ;

Et c'est ton cœur

Nu,

Qui s'est, sans leurre,

Tu,

Car il l'avait

Su

Ce qu'elle était

Chair.
— Max Elskamp, Aegri Somnia, « Un cœur »

### Monosyllabes utilisés seuls
Sonnet de Jean Goudezki :
Ô

Trève

Brève

Au

Haut

Rêve !...

Eau !...

Grève !

Là !

La

Plaine

Dort

Pleine

D'or.
— Jean Goudezki, Hercule ou La vertu récompensée, « À la campagne »